# Hans Christoph Kaergel
Hans Christoph Kaergel (ur. 6 lutego 1889 w Strzegomiu; zm. 9 maja 1946 we Wrocławiu) – niemiecki pisarz i dramaturg.
Rodzice Hansa Christopha Kaergela byli nauczycielami. On sam ukończył seminarium nauczycielskie w Bolesławcu. W latach 1910–1921 pracował jako nauczyciel w Weißwasser/Oberlausitz. W 1921 roku założył organizację Bühnenvolksbund für Sachsen i przeprowadził się do Drezna. W okresie międzywojennym pisał dramaty o wschodnim pograniczu Rzeszy skierowane przeciw Polakom i Czechom: Volk ohne Heimat (1922) oraz Hockewanzel, Andreas Hollmann (1933). Widoczne są w nich wpływy twórczości Gerharta Hauptmanna. Pisał również powieści nawiązujące do antychrześcijańskiej teologii Hermanna Stehra i Josepha Wittiga: Heinrich Budschigk (1925) oraz Ein Mann stellt sich dem Schicksal (1929). Po roku 1933 opowiedział się po stronie nazistów. Od 1936 mieszkał w Przesiece w Karkonoszach. W 1939 roku został szefem na teren Śląska Izby Pisarzy Rzeszy. Po II wojnie światowej został aresztowany. Zmarł w więzieniu przy ul. Kleczkowskiej we Wrocławiu.